# Xã Sheffield, Quận Warren, Pennsylvania
Xã Sheffield (tiếng Anh: Sheffield Township) là một xã thuộc quận Warren, tiểu bang Pennsylvania, Hoa Kỳ. Năm 2010, dân số của xã này là 2.121 người.